# آلفونسو گارسیا روبلس
آلفونسو گارسیا روبلس (انگلیسی: Alfonso García Robles؛ زاده ۲۰ مارس ۱۹۱۱ درگذشته ۲ سپتامبر ۱۹۹۱) یک دیپلمات اهل مکزیک بود.
وی در سال ۱۹۸۲ به خاطر تلاش‌های خود برای گسترش پیمان تلاتلولکو، جایزه صلح نوبل دریافت کرد.

## زندگی و تحصیلات
گارسیا روبلز در زامورا، میچوآکان، مکزیک متولد شد و در دانشگاه مستقل ملی مکزیک (UNAM)، موسسه مطالعات بین‌المللی عالی در پاریس، فرانسه (۱۹۳۶) و آکادمی حقوق بین‌الملل هلند (۱۹۳۸) تحصیل کرد.